# The Italian Job (film fra 2003)
The Italian Job er en amerikansk kupfilm instrueret af F. Gary Gray med et ensemble cast der består af Mark Wahlberg, Charlize Theron, Edward Norton, Jason Statham, Seth Green, Mos Def, og Donald Sutherland. Den er inspireret af den britiske film fra 1969, men har en original historie; en broget gruppe tyve planlægger at stjæle guld fra et tidlige medlem af gruppen, der har forrådt dem. På strod af den samme titel, handling og karakterer, så adskiller filmen sig fra sit kildemateriale; Gray beskriver filmen som "en hyldest til originalen."
Størstedelen af filmen blev filmet on location i Venedig og Los Angeles, hvor kanaler og gader midlertidigt blev lukket af for at kunne film. Filmen blev distribueret af Paramount Pictures, og The Italian Job blev udgivet i USA 30. maj 2003. Den indspillede for over $176 mio. på verdensplan mod et budget på $60mio. Det var den mest indbringende film produceret af Paramount i 2003.
Den fik generelt gode anmeldelser, og flere sammenlignede den i rosende vendinger med originalen, og fremhævede actionsekvenserne, humoren og de medvirkendes præstationer. En efterfølger, The Brazilian Job, var angiveligt under udvikling i 2004 men blev efterfølgende opgivet.

## Medvirkende
- Mark Wahlberg som Charlie Croker
- Charlize Theron som Stella Bridger
- Edward Norton som Steve Frazelli
- Donald Sutherland som John Bridger
- Jason Statham som Handsome Rob
- Seth Green som Lyle
- Mos Def som Gilligan "Left Ear"
- Franky G som Wrench
- Boris Lee Krutonog som Yevhen
- Aleksander Krupa som Mashkov